# Theoxena av Syrakusa
Theoxena av Syrakusa, född före 317, död efter 289 f.Kr, var en drottning av Syrakusa genom sitt giftermål med Agathokles.
Hon var dotter till Berenike I och Filip och styvdotter till Ptolemaios I av Egypten. Genom sin mors omgifte 317 fick hon ställning som prinsessa av Egypten sedan hennes styvfar förklarat sig för kung 305. Hon blev sedan föremål för hans dynastiska allianspolitik och blev bortgift i ett politiskt arrangemangsäktenskap. Omkring år 300 f.Kr blev hon gift med Agathokles, som fem år tidigare hade utropat sig till kung i Syrakusa, i hans tredje och sista äktenskap. Hon fick flera barn under sitt äktenskap. Inte mycket är känt om hennes liv som drottning. När maken år 289 f.kr var döende förklarade han att Syrakusa skulle bli en demokrati efter hans död, och sände Theoxena och hennes barn till hennes mor och styvfar i Egypten. Theoxena levde resten av sitt liv i Egypten, där hennes barn fick en hög ställning. Hon avled vid okänd tidpunkt.     